# Specials
Specials was een Britse politieserie geproduceerd in 1991 door de BBC met 12 afleveringen over de belevenissen van bijzondere poltiemensen in een fictieve stad in de Midlands.
De opnames gebeurden op locaties rond West Bromwich en Birmingham.

## De acteurs
- Brian Gwaspari als John Redwood
- Martin Cochrane als Bob Loach
- Ron Donachie als Freddy Calder
- Cindy O’Callaghan als Viv Smith
- Kim Vithana als Anjail Shah